# Bruno Trojani
Bruno Trojani (* 29. August 1907; † 14. Januar 1966) war ein Schweizer Skispringer.

## Werdegang
Trojani, der für den Ski-Club Gstaad startete, gehörte bei den Olympischen Winterspielen 1928 in St. Moritz zur Schweizer Nationalmannschaft. Im Skisprung-Einzel belegte er nach Rang 24 im ersten Durchgang am Ende nur Rang 32. Im zweiten Durchgang sprang er mit 63 Metern zwar 15 Meter weiter als im ersten, konnte den Sprung jedoch nicht stehen und stürzte. Noch im selben Jahr sprang Trojani auf der Bernina-Roseg-Schanze in Pontresina als erster Skispringer in Europa über 70 m weit. Mit seinen 72 Metern setzte er als erster Schweizer einen neuen Skiflugweltrekord. Zuvor hatten diese Bestmarke nur Norweger und US-Amerikaner übertroffen.
Bei der folgenden Nordischen Skiweltmeisterschaft 1929 in Zakopane sprang er im Einzelspringen auf 52 und 51,5 Meter und erreichte als bester Schweizer den 12. Platz.
Bei den Schweizer Meisterschaften 1937 in Les Diablerets gewann er seinen ersten und einzigen nationalen Titel.